# 656

## أحداث
- 8 فبرايرسيجيبيرت الثالث ملك أوستراسيا يومت بعمر 25 عاما، بعد حكم استمر 22 عاما. يتم اختطاف ابنه داجوبيرت الثاني من قبل المستشار غريموالد الأكبر وينفيه إلى دير في إيرلندا، ويقوم بوضع ابنه شيلديبيرت الثالث على العرش.

## وفيات
- 17 يونيو - اغتيال عثمان بن عفان ثالث الخلفاء الراشدين.